# Hippocampus erectus
Hippocampus erectus és una espècie de peix de la família dels singnàtids i de l'ordre dels singnatiformes.

## Morfologia
Els mascles poden assolir els 19 cm de longitud total.

## Distribució geogràfica
Es troba des de Nova Escòcia (Canadà) i el nord del Golf de Mèxic fins a Panamà i Veneçuela.